# Connor Roberts (labdarúgó, 1995)
Connor Richard John Roberts (Crynant, 1995. szeptember 23. –) walesi válogatott labdarúgó, a Burnley játékosa, de kölcsönben a Leeds United színeiben szerepel.

## Pályafutása

### Klubcsapatokban
2004-ben 9 évesen csatlakozott a Swansea City akadémiájához. A 2014–15-ös szezonban alapembere volt a Professional Development U21 League másodosztályát megnyerő csapatnak, majd két éves profi szerződéssel jutalmazta meg a klub.  2015. augusztus 8-án kölcsönbe került egy hónapra a Yeovil Town csapatához és még az nap bemutatkozott az Exeter City ellen. Teljesítményét látva a Yeovil a szezon végéig meghosszabbította a kölcsönszerződését és egy kivételével minden bajnokin pályára lépett. 2016 augusztusában hat hónapra kölcsönbe került a Bristol Rovers csapatához. Szeptemberben a Swansea új hároméves szerződést kötött vele. Október 1-jén debütált a bajnokságban a  Northampton Town ellen 3–2-re megnyert találkozón. Ezt követően sem tudott helyet kiharcolni magának és visszatért a Swansea-hoz. 2017. július 14-én egy szezonra szóló kölcsönszerződést kötött a Middlesbrough csapatával, de 2018 januárjában felbontották a szerződét.
2018. január 6-án mutatkozott be a Swansea City első csapatában a Wolverhampton Wanderers elleni kupamérkőzésen. Szeptember 29-én megszerezte az első bajnoki gólját a Queens Park Rangers ellen 3–0-ra megnyert mérkőzésen. A következő három idény során alapembere volt klubjának és a 2020–21-es szezonban őt választották a csapat legjobbjának. 2021. augusztus 31-én a Burnley csapatához igazolt négy évre.

### A válogatottban
Többszörös korosztályos válogatott. 2018 március 15-én kapott a felnőttekhez először meghívót. Március 23-án debütált Uruguay elleni mérkőzésen az 59. percben Declan John cseréjeként. Szeptember 26-án első gólját szerezte meg Írország ellen 4–1-re megnyert barátságos mérkőzésen. A 2020-as labdarúgó-Európa-bajnokságon és a 2022-es labdarúgó-világbajnokságon is részt vett.

## Sikerei, díjai
- Swansea City – Az Év játékosa: 2020–21[14]